# Chino (Kalifornija)
Chino je grad u američkoj saveznoj državi Kalifornija. Prema popisu stanovništva iz 2010. u njemu je živjelo 77,983 stanovnika.